# رالف ر. روبرتس
رالف ر. روبرتس (بالإنجليزية: Ralph R. Roberts)‏ هو سياسي أمريكي، ولد في 16 أكتوبر 1897، وتوفي في 23 ديسمبر 1981. انتخب Clerk of the United States House of Representatives ‏.